# Salangen
Salangen este o comună din provincia Troms, Norvegia.